# Syzygiella perfoliata
Syzygiella perfoliata är en bladmossart som först beskrevs av Olof Swartz, och fick sitt nu gällande namn av Richard Spruce. Syzygiella perfoliata ingår i släktet Syzygiella och familjen Jamesoniellaceae. Inga underarter finns listade i Catalogue of Life.